# Heike Uta Dettmann
Heike Uta Dettmann ist eine deutsche Diplomatin. Sie ist seit August 2023 deutsche Botschafterin in Ruanda.

## Werdegang
Dettmann wuchs in West-Berlin auf und studierte dort Wirtschaftswissenschaft.
1987 begann Dettmann ihre Karriere im Auswärtigen Amt. Dort war sie im Referat für Südasien, im Referat für das südliche Afrika und die Großen Seen und wiederholt in der Rüstungsexportkontrolle tätig. Ihre Auslandseinsätze führten sie an die Botschaft in Kinshasa, an die Botschaft in Washington, an die Botschaft in Neu Delhi, an die Botschaft in Addis Abeba und an die Botschaft in Paris. Bis 2023 war sie als stellvertretende Missionschefin an der Botschaft in Athen.
Im August 2023 wurde Dettmann als Nachfolgerin von Thomas Kurz Botschafterin in Ruanda und Leiterin der Botschaft in Kigali.
Dettmann ist verheiratet und hat fünf Töchter.